# El Sas
El Sas es una localidad española perteneciente al municipio de Arén, en la Ribagorza, provincia de Huesca, Aragón. Su lengua propia es el aragonés ribagorzano. En el fogaje de 1495 aparece escrito como Lo Sas. Su economía es principalmente agropecuaria.
La población acogió el monasterio de San Martín del Sas, del siglo XI.